# Bundesstraße 449
Pour les articles homonymes, voir Route 449.
La Bundesstraße 449 est une Bundesstraße du Land de Hesse.

## Géographie
La Bundesstraße 449 mène de Darmstadt à Mühltal. Elle commence à Darmstadt à l'intersection de la Landgraf-Georg-Straße (B 26) et la Teichhausstraße (B 449) et se termine à Mühltal au confluent de la B 426.
La B 449 est une route fédérale très sujette aux embouteillages. Le matin, les véhicules stationnent devant Darmstadt et le soir devant la jonction avec la B 426, souvent dans des files d'un à deux kilomètres.

## Source
- (de) Cet article est partiellement ou en totalité issu de l’article de Wikipédia en allemand intitulé « Bundesstraße 449 » (voir la liste des auteurs).